# Shawnee (Oklahoma)
Shawnee er en amerikansk by og administrativt centrum i det amerikanske county Pottawatomie County, i staten Oklahoma. I 2000 havde byen et indbyggertal på 28.692.

## Ekstern henvisning
- Shawnees hjemmeside (engelsk)

35°20′33″N 96°56′02″V / 35.3425°N 96.9339°V